# Ausgleichsmechanismusverordnung
Die Verordnung zum EEG-Ausgleichsmechanismus (Ausgleichsmechanismenverordnung – AusglMechV) ist eine zum Erneuerbare-Energien-Gesetz (EEG 2010) erlassene Rechtsverordnung. Sie ändert die Vermarktung des ab 1. Januar 2010 aus erneuerbaren Energien erzeugten Stroms. Derzeit ist sie nur noch für kleine Anlagen mit einer Einspeiseleistung unter 100 kW relevant.
Seit 2014 muss Strom aus erneuerbaren Energien mit einer Einspeiseleistung über 100 kW vom Betreiber selbst an den Stromhandelsmärkten vermarktet werden (siehe Direktvermarktung). Der Betreiber ist damit auch dafür verantwortlich, seine Einspeisung bestmöglich zu prognostizieren und er trägt die Ergebnisrisiken aus der Prognoseabweichung. Eine positive Differenz zwischen der garantierten Einspeisevergütung (sogenannter anlegbarer Preis) und dem Markterlös, den ein durchschnittliches Solar- bzw. Windeinspeiseprofil am Strom-Spotmarkt erzielt wird dem Betreiber als Marktprämie ausgezahlt.
Bei kleineren Anlagen wird der Strom nach den Regelungen der Ausgleichsmechanismusverordnung durch den Übertragungsnetzbetreiber aufgenommen, mit den jeweils geltenden Garantiepreisen vergütet und auf Basis einer Prognose des Übertragungsnetzbetreibers über ein unlimitiertes Gebot an der EPEX Spot Dayahead Auktion verkauft.
Die Mehrkosten, die sich in beiden Fällen aus der Differenz zwischen der Einspeisevergütung und dem erzielten Marktwert des erneuerbaren Stroms ergeben, wurden zunächst den Versorgungsunternehmen und damit den Endabnehmern über eine EEG-Umlage in Rechnung gestellt. Die EEG-Umlage entfällt seit dem 1. Juli 2022. Seither werden diese Kosten über den Steuerhaushalt gedeckt.
Zudem enthält die AusglMechV Vorschriften zur transparenteren Berechnung der EEG-Umlage. 

## Rechtsgrundlage
Die AusglMechV wurde von der Bundesregierung mit Zustimmung des Bundestags aufgrund der Ermächtigung des § 64 Abs. 3 EEG erlassen, wonach zum Zwecke der Weiterentwicklung des bundesweiten Ausgleichsmechanismus weitgehende Änderungen des im EEG vorgesehenen Ausgleichs der durch die Erzeugung von EEG-Strom entstehenden Mehrkosten und dessen Vermarktung auf dem Verordnungswege vorgesehen sind. Zuvor wurden die bei der Erzeugung von Strom aus erneuerbaren Energien gegenüber einer Erzeugung aus fossilen Energieträgern oder Kernkraft entstehenden Mehrkosten, die die den Strom aufnehmenden Netzbetreiber den Erzeugern zahlen, zusammen mit der Weiterlieferung dieses Stroms zu den auf Bundesebene tätigen Übertragungsnetzbetreibern hochgewälzt, die dann nach Durchführung eines bundesweiten Ausgleichs zwischen allen Übertragungsnetzbetreibern den Strom wiederum den Stromversorgungsunternehmen, die bisher zur anteiligen Abnahme des EEG-Stroms verpflichtet sind, diese Kosten weiter berechnen. Die Versorgungsunternehmen belasteten mit diesen Kosten dann schließlich die Letztverbraucher. Die Berechnung der durch den EEG-Strom entstehenden Mehrkosten unterlag bisher zwar der Kontrolle der Bundesnetzagentur, ihre Ermittlung erfolgte aber wenig transparent. Deswegen wurde in der ab dem 1. Januar 2009 geltenden Fassung des EEG die Bundesregierung ermächtigt, durch eine Rechtsverordnung den Ausgleichsmechanismus, tatsächlich aber die gesamte Vermarktung und Behandlung der Mehrkosten für EEG-Strom zu ändern. Die Neuregelung gilt erst für ab dem 1. Januar 2010 erzeugten Strom, die Verordnung ist aber bereits mit ihrem Erlass insoweit anzuwenden, als im Hinblick auf die im Jahr 2010 anfallenden Mehrkosten, die als EEG-Umlage erhoben werden, schon im Vorjahr Prognosen zu veröffentlichen sind.

## Gründe für Reform
Der in die Netze der öffentlichen Verteil-Netzbetreiber eingespeiste und von diesen an die Übertragungs-Netzbetreiber weitergeleitete EEG-Strom musste von diesen physikalisch wiederum unter die Stromversorgungsunternehmer aufgeteilt werden, die dann anteilig damit wieder ihre Kunden beliefern konnten. Laut Begründung zur Ausgleichsmechanismusverordnung kam es mangels ausreichender Prognostizierbarkeit der erzeugten Mengen zu erheblichem Aufwand, der sich in den Netzentgelten niederschlug, und zu finanziell abzusichernden Risiken bei den Versorgern: „Der physikalische Ausgleich birgt also für die Vertriebsunternehmen Risiken im Beschaffungsportfolio.“ Dieser Risiken konnten sich die Unternehmen durch die Ausgleichsmechanismusverordnung entledigen.
Infolge der physikalischen Durchleitung des EEG-Stroms entstanden für das Jahr 2007 Kosten von rund 570 Mio. Euro, von denen bei Handel an der Börse laut Begründung zum Verordnungsentwurf 40 bis 125 Mio. Euro eingespart werden könnten. Durch die Pflicht der Versorgungsunternehmen, den EEG-Strom anteilig abzunehmen, erfolgte eine europarechtlich unerwünschte Marktabschottung, da die entsprechende Strommenge vom freien Markt herausgenommen wurde, weil sich die Versorger insoweit nicht anders eindecken konnten.
Zudem sei das Verfahren laut der Begründung „nach außen hin nicht transparent“.
Bisher wurde den Stromversorgungsunternehmen ihr EEG-Stromanteil einfach als Grundlastband (Monatsbänder) in ihre Stromlastgangplanung hineingelegt. Da aber der Durchschnittspreis der erneuerbaren Energien vergütet wurde, ohne dass tageszeitliche Schwankungen der Einspeisung berücksichtigt werden, würde tendenziell der günstigste konventionelle Anteil im Händlerportfolio verdrängt.

## Vermarktung
Die Neuordnung der Vermarktung setzt bei der vierten im EEG geregelten Stufe an, der Weiterleitung des EEG-Stroms von den Übertragungsnetzbetreibern auf die Elektrizitätsversorgungsunternehmer (§ 37 EEG). Die Pflicht der Übertragungsnetzbetreiber zur Weiterlieferung des EEG-Stroms an die Versorgungsunternehmen bzw. deren Pflicht zur Abnahme dieses Strom wird aufgehoben (§ 1 Nr. 1 und 2 AusglMechV), sodass der EEG-Strom physikalisch bei den Übertragungsnetzbetreibern verbleibt. Diese sind nunmehr nach § 2 Abs. 1 AusglMechV verpflichtet, den EEG-Strom am vortäglichen oder untertäglichen Spotmarkt (Day-ahead- und Intra-day-Handel) einer Strombörse bestmöglich zu versteigern. Das muss nicht die European Energy Exchange (EEX) in Leipzig sein, sondern es kommt jede öffentliche Strombörse in Betracht.
Nachdem die nunmehrige Beauftragung der Übertragungsnetzbetreiber – wegen der von der Europäischen Union betriebenen Entbündelung (unbundling) der Netze von der Stromversorgung – mit der Vermarktung im Widerspruch steht, soll die Bundesnetzagentur bis zum 31. Dezember 2011 eine Evaluierung vorlegen und Vorschläge zur Übertragung der Aufgabe der Vermarktung des EEG-Stroms auf Dritte unterbreiten (§ 9 AusglMechV). Die Bundesnetzagentur wurde auch zum Erlass von Rechtsverordnungen ermächtigt, die die Einzelheiten der Vermarktung einschließlich einer hierzu erfolgenden Beauftragung von Dritten regeln. Die Vermarktung über die Börse darf nicht als EEG-Strom oder „grüner Strom“ erfolgen, da es insoweit bei dem Gebot des § 37 Abs. 5 EEG verbleibt, wonach Strom unter dieser besonderen Bezeichnung nicht unter der für EEG-Strom gezahlten Durchschnittsvergütung der Hersteller verkauft werden darf.

## Ausgleich (EEG-Umlage)
Zum Zwecke des Ausgleichs der bei der Erzeugung des EEG-Stroms anfallenden Mehrkosten gibt die AusglMechV dem Begriff der EEG-Umlage nunmehr einen genau definierten Inhalt. Danach können die Übertragungsnetzbetreiber (bzw. später die mit der Vermarktung beauftragten Dritten) von den Elektrizitätsunternehmern, die Strom an Letztverbraucher liefern, anteilig Ersatz für die erforderlichen Aufwendungen in Form einer EEG-Umlage verlangen (§ 3 Abs. 1 AusglMechV). Die EEG-Umlage berechnet sich einmal nach der Differenz der für das nachfolgende Kalenderjahr prognostizierten Einnahmen vor allem aus dem Verkauf des EEG-Stroms an der Börse und den Ausgaben, hier vor allem wegen der Vergütungszahlungen nach dem EEG. Zum anderen fließt eine Differenz zwischen den tatsächlichen Einnahmen und Ausgaben zum Zeitpunkt der Berechnung ein. Damit sind die tatsächlichen Mehr- oder Mindereinnahmen gemeint, die bei einer Abweichung dieser Einnahmen und Ausgaben von den für das laufende Jahr im Vorjahr prognostizierten anfallen und die nur, wenn die Prognose jeweils mit dem tatsächlichen Anfall übereinstimmen würde, gleich Null wären (§ 3 Abs. 2 AusglMechV).
Nachdem dieses Verfahren erstmals für 2010 angewandt wird, für 2009 aber nach den bisherigen Bestimmungen des EEG abgerechnet wird, werden tatsächliche Abweichungen zur Prognose für 2010 erst bei der für 2011 berechneten Umlage berücksichtigt. Die EEG-Umlage muss jedes Jahr bis zum 15. Oktober für das nachfolgende Kalenderjahr berechnet und im Internet veröffentlicht werden. Dabei ist die Umlage auch in Cent pro an die Letztverbraucher gelieferter Kilowattstunde Strom anzugeben. Für 2010 wurde danach die für 2010 prognostizierte Umlage mit 2,047 Cent/kWh bekanntgemacht. Das neue System der EEG-Umlage schafft für alle Beteiligten eine genaue Kalkulationsgrundlage, da sie für das laufende Jahr jeweils feststeht, tatsächliche Abweichungen von der Prognose wirken sich erst bei der Umlage für das nachfolgende Jahr aus. Die EEG-Umlage tritt an die Stelle der Differenzkosten der §§ 53, 55 EEG, die erst mit dem EEG 2009 als Maßstab zur Erfassung der EEG-Mehrkosten eingeführt worden waren (§ 8 AusglMechV). Macht das Versorgungsunternehmen von seinem Recht, die EEG-Strom-Kosten auf der Stromrechnung anzugeben, Gebrauch, so muss es nunmehr die EEG-Umlage mit dem voraussichtlichen Anteil des nach dem EEG vergüteten Stroms am voraussichtlichen gesamtdeutschen Strommix angeben (§ 8 Abs. 2 AusglMechV).

## Abnehmende Bedeutung durch Direktvermarktung
Grünstrom aus größeren Anlagen, beispielsweise von Windkraftanlagen und Solarparks, wurde seit den 2010er Jahren zunehmend durch die Anlagenbetreiber bzw. deren Vertragspartner „Direktvermarkter“ sowie Teil weitere Zwischenstationen „direkt“ an Stromkunden verkauft. Hierbei wird die Erzeugung rechnerisch dem Bilanzkreis des Direktvermarkters zugewiesen. Wie zuerst die Zuweisung des Stroms in die Bilanzkreise der Vermarkter (vor 2009) hat damit auch die nach der Ausgleichsmechanismusverordnung (ab 2010) geregelte Zuweisung in die Bilanzkreise der Übertragungsnetzbetreiber und deren Verkauf an der Strombörse an Bedeutung verloren, bleibt aber für den Strom kleiner Einspeiser (z. B. bei EFH mit Solar-Dachanlagen) relevant.

## Begünstigung von stromintensiven Produktionsunternehmen und Schienenbahnen
Nach § 40 Abs. 1 EEG früherer Fassung (vor 2010) konnte das Bundesamt für Wirtschaft und Ausfuhrkontrolle (BAFA) auf Antrag von stromintensiven Unternehmen des produzierenden Gewerbes sowie Schienenbahnen deren Pflicht zur Abnahme von EEG-Strom mengenmäßig begrenzen. Die Begrenzung erfolgte, um die Stromkosten dieser Unternehmen auf einem international wettbewerbsfähigen Niveau zu halten. Sie erfolgte mit einem Prozentsatz, der möglichst gewährleisten sollte, dass im Ergebnis die betroffenen Unternehmen mit nicht mehr als 0,05 Cent je von ihnen bezogener kWh belastet werden (§ 40 Abs. 2 EEG). Die so festgesetzte Begrenzung der abzunehmende EEG-Strommenge war somit ein Prognosewert.
Nachdem nach der Neuregelung weder Versorgungsunternehmer noch Letztverbraucher EEG-Strom abnehmen müssen, stellt die AusglMechV die Begünstigung der stromintensiven Unternehmen dahin um, dass diese nunmehr definitiv nur mit einer EEG-Umlage in Höhe von 0,05 Cent/kWh belastet werden dürfen, mithin etwa ein Vierzigstel der für 2010 geltenden normalen Umlage von 2,047 ct/kWh zu tragen haben.

## Auswirkungen

Entwicklung der EEG-Umlage vor (blau) und nach (orange) Inkrafttreten der AusglMechV

Vor der Ausgleichsmechanismusverordnung wurde EEG-Strom physisch gewälzt, ein Handel an der Strombörse fand nicht statt. Waren mit dieser physischen Wälzung Unternehmen dazu verpflichtet, Strom aus erneuerbaren Energien in ihr eigenes Vertriebsportfolio einzubinden, wofür sie aus dem EEG-Konto vergütet wurden, wurde mit der Ausgleichsmechanismusverordnung der EEG-Strom nun komplett an der Strombörse gehandelt. Da damit dort das Angebot an EEG-Strom stieg, fielen die Börsenpreise infolge des Merit-Order-Effektes, da die (preisbildenden) teureren (fossilen) Kraftwerke immer seltener zum Einsatz kamen. Da sich die EEG-Umlage aus der Differenz zwischen Einspeisevergütung und Börsenpreis errechnet, stieg die EEG-Umlage daraufhin deutlich an. Hiervon profitierten große Unternehmen, die ihren Strom direkt an der Börse kauften, insbesondere, da viele dieser Unternehmen von der Zahlung der EEG-Umlage weitgehend befreit sind. Für Privatkunden und Endverbraucher ergaben sich hingegen Preissteigerungen bei der Stromrechnung, da sie nicht von den günstigeren Börsenpreisen profitierten, dafür aber eine höhere EEG-Umlage zu zahlen hatten.
Die Einführung des neuen Ausgleichsmechanismus hatte somit starke Auswirkungen auf die Einspeisung von erneuerbaren Energien und von Kohlekraftwerken. Bis 2009 hatten erneuerbare Energien sowohl einen Einspeisevorrang als auch einen Verbrauchsvorrang. Wurde viel regenerativer Strom ins Netz eingespeist, mussten konventionelle Kraftwerke abgeschaltet werden, damit der Strom aus erneuerbaren Energien in Deutschland verbraucht wurde. Mit der Reform wurde der Verbrauchsvorrang aufgehoben, was einen starken Anstieg der Kohlestromproduktion zur Folge hatte, da diese nun bei starker Einspeisung erneuerbarer Energien nicht mehr notwendigerweise gedrosselt werden musste. Der nun in großem Maße zusätzlich produzierte Strom konnte stattdessen in andere Staaten exportiert werden. Es wurde damit also die Nachfrage für Ökostrom in Deutschland massiv verringert, was ein deutliches Absinken der Börsenstrompreise zur Folge hatte und dadurch die EEG-Umlage verteuerte. Nach Inkrafttreten des neuen Ausgleichsmechanismus gingen die Erlöse für Ökostrom an der Strombörse trotz höherer Erzeugung binnen eines Jahres von 5,15 Mrd. Euro im Jahr 2009 auf 3,35 Mrd. Euro im Jahr 2010 zurück. Anschließend sanken die Börsenstrompreise durch den Merit-Order-Effekt weiter ab, sodass die Börsenstrompreise im ersten Quartal 2014 nur noch bei der Hälfte des Wertes von 2008 lagen.
Dadurch stiegen die Differenzkosten zwischen Börsenstrompreis und durchschnittlicher Einspeisevergütung nach EEG deutlich an, wodurch die EEG-Umlage deutlich überproportional stieg. Verlief bis 2009 der Anstieg der Vergütungszahlungen nach EEG und die Entwicklung der EEG-Umlage weitgehend proportional, kam es nach der Reform zu einer starken Auseinanderentwicklung. Während sich die Vergütungszahlungen von 2009 bis 2014 von 10,5 Mrd. Euro auf gut 21 Mrd. Euro verdoppelten, verfünffachte sich die EEG-Umlage im gleichen Zeitraum fast von 1,33 ct/kWh auf 6,24 ct/kWh. Die Gesamtsumme aus Börsenspreis und EEG-Umlage blieb hingegen nahezu konstant. Als weitere Konsequenz halbierten sich die Einnahmen von EEG-vergüteter Elektrizität zwischen 2009 und 2014, obwohl die Kapazität fast verdoppelt wurde. Seit 2014 ist die EEG-Umlage nur noch unwesentlich gestiegen von 6,240 Cent pro kWh auf aktuell 6,405 Cent pro kWh trotz weiter steigender Einspeisung von gefördertem Strom. Dabei stiegen die Einspeisemengen von 131 TWh im Jahr 2014 auf 203 TWh im Jahr 2018.
Ursächlich für den zunächst starken Anstieg der EEG-Umlage war der reformierte Ausgleichsmechanismus. Nach Fraunhofer ISE gibt es daher eine große Diskrepanz zwischen der gestiegenen Förderung der erneuerbaren Energien einerseits und der um ein Mehrfaches erhöhten EEG-Umlage. Seit 2014 war der weitere Anstieg der EEG-Umlage aber deutlich schwächer als der Anstieg der Vergütungszahlungen. Während die Vergütungszahlungen für geförderten Strom sich von 21 Mrd. Euro im Jahr 2014 auf 32 Mrd. Euro im Jahr 2018 um mehr als 50 % erhöhten, stieg die EEG-Umlage im gleichen Zeitraum lediglich um 8,8 %.
Das Auftreten dieser Wirkungen wurde bereits vor der Reform des Ausgleichsmechanismus antizipiert. So wiesen bereits 2009 Jarass et al. darauf hin, dass die Weiterentwicklung des Ausgleichsmechanismus große Nachteile für die Vermarktung von EEG-Strom haben würde. Damit nahmen sie die Entwicklung am Strommarkt weitestgehend vorweg. So sei u. a. die Entpflichtung von Stromnetzbetreibern von der effizienten Vermarktung von EEG-Strom geplant sowie Elektrizitätsversorgungsunternehmen von der Verpflichtung entbunden, EEG-Strom prozentual anteilig an der Produktion abzunehmen. Da es somit möglich wäre, dass Unternehmen und EVUs auch vollständig auf die Abnahme von EEG-Strom verzichten könnten, ergäbe sich ein massiver Nachfragerückgang nach EEG-Strom, der somit weitgehend entwertet würde.

„Sollte es allerdings den konventionellen Kraftwerken erlaubt werden, mit voller Leistung auch bei massiver EEG-Einspeisung voll weiter zu produzieren, dann würden große Probleme resultieren: Der Übertragungsnetzbetreiber würde dann häufig nur einen sehr niedrigen Börsenpreis für den EEG-Strom erzielen – viel niedriger, als wenn, wie bisher, die an Letztverbraucher liefernden Elektrizitätsversorgungsunternehmen den EEG-Strom übernehmen und vermarkten müssten. Damit wird künstlich eine sehr hohe Differenz zwischen EEG-Einspeisepreis und an der Strombörse erzieltem Verkaufserlös kreiert und damit eine scheinbar sehr hohe Förderung durch das EEG ausgewiesen und so das EEG eventuell in Misskredit gebracht.“

Der Umlagebedarf für das jeweils folgende Jahr wurde wiederholt zu niedrig geschätzt. Beispielsweise hatte die im Herbst 2011 festgelegte Umlage für 2012 nicht berücksichtigt, dass im Dezember 2011 sehr viele Solaranlagen in Betrieb gingen, die 2012 zusätzlich Solarstrom einspeisten, was erst in der Umlage für 2013 nachgeholt wurde.
Zusätzlich kann § 4 Satz 2 der Ausgleichsmechanismusverordnung zu einer Fehlprognose führen. Dort heißt es, für die Prognose der Einnahmen aus dem Verkauf des Erneuerbaren-Stroms ist der Durchschnitt der täglichen Abrechnungspreise für das Produkt Phelix Baseload Year Future an der Strombörse für das folgende Kalenderjahr zugrunde zu legen (maßgeblich ist dabei der Handelszeitraum vom 16. Juni bis zum 15. September des laufenden Kalenderjahres). Dieser ist aber häufig höher gewesen als der, der für den eingespeisten Strom aus erneuerbaren Energien im Durchschnitt erlöst wurde. Bei zu hoch angesetzten Erlösen wurde der Zuschussbedarf des jeweiligen Folgejahres deshalb zunächst häufig unterschätzt, was dann im übernächsten Jahr ausgeglichen werden muss.
In den Jahren 2010 bis 2013 war das EEG-Konto im Minus. Dieses Defizit führte jeweils zu einer höheren EEG-Umlage im Folgejahr. Nach 2014 war das EEG-Konto nicht mehr im Minus, sondern ergab in jedem Jahr einen Überschuss, der dann im Folgejahr berücksichtigt wurde und den Anstieg der Umlage gedämpft hat.